# Matthias Strolz
Matthias Strolz (Bludenz, 1973. június 10. –) volt osztrák politikus, 2012-től 2018-ig a NEOS első elnöke volt.

## Élete
Wald am Arlberg faluban nőtt fel.
1991-ben egy bregenzi  gimnáziumban  érettségizett, majd az Innsbrucki Egyetemen tanult.
2001-ben Strolz alapított  a „ic2 consulting GmbH” céget. 2008-tól a 'promitto GmbH' ügyvezető volt.
2012-ben Strolz a NEOS egyik alapítója és első elnöke volt.
2013. október 29. és 2018. szeptember 26. között a Nemzeti Tanácsa (Nationalrat) képviselője és a NEOS frakcióvezertője volt.
2005 óta házas, három lánya apja. A bécsi Mauer városrészben él.